# Norra Stilla havets subtropiska virvel

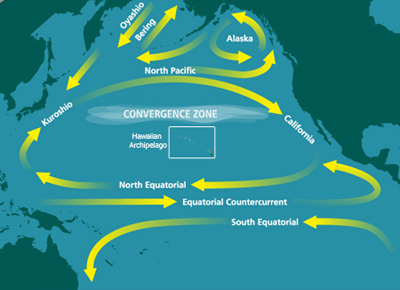
De större strömmarna som konstituerar norra Stilla havets havsströmsvirvelsområde

Norra Stilla havets subtropiska virvel är en av världens fem stora subtropiska virvlar.
Denna subtropiska virvel omfattar större delen av norra Stilla havet och är det största ekosystemet i världen. Det ligger mellan ekvatorn och 50° nord och tar upp ungefär 20 miljoner kvadratkilometer.
Området har fyra dominerande medursroterande havsströmmar: Norra stillahavsströmmen i norr, Kalifornienströmmen i öster, Norra ekvatorströmmen i söder samt Kuroshioströmmen i väst. 
Inom norra Stilla havets suptropiska virvel finns det stora stillahavssopområdet.